# Candy Dawson Boyd
Candy Dawson Boyd (nascuda el 8 d'agost de 1946) és una escriptora, activista i professora afroamericana estatunidenca. És autora de més de sis llibres infantils que tracten sobre joves negres.

## Vida i formació
Candy Dawson Boyd va néixer el 1946 a Chicago, Illinois. El seu nom de naixement és Marguerite Cecille Dawson. Els seus pares foren Mary Ruth Ridley i Julian Dawson. Boyd era la primera de tres germanes. Els seus pares es van divorciar i Boyd fou criada per la seva mare. Van viure a Chicago Del sud. Boyd va estudiar en escoles de primària i secundària segregades. El 1962 es va graduar en estudis secundaris.
Després va estudiar a la Northeastern Illinois University. Va abandonar els estudis universitaris per involucrar-se en el Moviment dels Drets Civils. Va treballar per la Southern Christian Leadership Conference. El 1967 es va graduar en Belles Arts abans de ser professora a Chicago. El 1971 va anar a viure a Berkeley, Califòrnia, on el 1978 va obtenir un master i el 1982 es va doctorar a la Universitat de Califòrnia a Berkeley. Boyd També treballat per Rainbow/PUSH.

## Carrera
Mentre era professora a Califòrnia, es va adonar de la manca de qualitat dels llibres infantils i per això va començar a escriure'n. En aquells moments va passar a ser professora de mestres. El 2007 treballava de directora de lectura i arts del llenguatge al Saint Mary's College de Califòrnia.

### Obra
Boyd ha escrit llibres infantils inspiradors, positius i realistes. L'amor, l'amistat, la mort, el rebuig, la responsabilitat personal, la cura dels altres i suportar els fracassos són temes que apareixen a les seves obres. Molts dels seus llibres es focalitzen sobre els joves negres per tal de lluitar contra els estereotips envers els negres. La seva experiència en el Moviment afroamericà pels Drets Civils han influenciat en la seva obra. A Circle of Gold, el seu primer llibre, va guanyar el Premi Coretta Scott King.

## Reconeixements
- 1992, Professor de l'Any del St. Mary's College de Califòrnia[4]

## Obres
- Breadsticks & Blessing Places. Nova York: Simon & Schuster Books for Young Readers (1985). ISBN 0027092909
- Charlie Pippin. Nova York: Simon & Schuster Books for Young Readers (1987). ISBN 1442452323
- Chevrolet Saturdays. London: Puffin (1995). ISBN 0140368590
- Circle of Gold. New York: Scholastic (1984). ISBN 0590401491
- Daddy, Daddy, Be There. New York: Philomel (1995). ISBN 0399227458
- A Different Beat. London: Puffin (1996). ISBN 0140365826
- Fall Secrets. London: Puffin (1994). ISBN 0140365834
- Forever Friends. London: Puffin (1986). ISBN 0140320776
- (with Peter Afflerbach, James Beers, Camille Blachowicz, and Deborah Diffily) Scott Foresman Reading: Fantastic Voyage. Glenview: Scott Foresman & Co. (2000). ISBN 0673596478